# Valle de Palm
El Valle de Palm (en inglés: Palm Valley) está ubicado en el parque nacional Finke Gorge, se trata de un valle que corre de este a oeste en la cordillera de Krichauff 123 kilómetros (138 km por carretera) al suroeste de la localidad de Alice Springs en el Territorio del Norte, de Australia. Palm Valley y sus alrededores es el único lugar en el centro de Australia, donde las palmeras Livistona mariae sobreviven. 
La precipitación media para Palm Valley es de sólo 200 mm por año. Por lo general es una región seca, pero hay algunos pequeños focos de manantiales -piscinas semi-permanentes que permiten a la flora subsistir.